# FC Bern 1894
Fussballclub Bern 1894 este un club de fotbal din Berna, Elveția care în prezent evoluează în cel de al IV-lea eșalon fotbalistic, 1. Liga Classic.